# Archemerberg
De Archemerberg is een heuvel in de Overijsselse gemeente Ommen nabij de buurtschap Archem. De Archemerberg is deel van een stuwwal die is ontstaan in de voorlaatste ijstijd. Het is de op één na hoogste 'berg' van Overijssel. 

## Geologie en landschap
De Archemerberg en de zuidelijker gelegen Lemelerberg zijn ontstaan in de voorlaatste ijstijd, het Saalien. Ook de Besthmenerberg, Sallandse Heuvelrug en de lagere stuwwallen bij Daarle en Hoge Hexel zijn toen ontstaan. Het oprukkende landijs heeft grote hoeveelheden bevroren zand, grind en klei, voornamelijk door rivieren gedeponeerd, voor zich uitgestuwd en als grote schubben dakpansgewijs op elkaar gestapeld. Het door het ijs meegevoerde materiaal, de grondmorene, keileem met veel zwerfstenen uit Scandinavië, kan men langs de rand van de stuwwal vinden. Op veel plaatsen is de keileem geërodeerd, waardoor een bestrooiing van stenen is overgebleven.
Ten westen van de Archemerberg komen stuifzandgebieden voor. De zandverstuivingen zijn vooral het gevolg van menselijke activiteiten, zoals branden, kappen, plaggen en steken, waardoor gemakkelijk verstuiving optrad en het zand tot duinen opwaaide. Langs de flanken van de hoge stuwwal is op deze manier een nieuw reliëf ontstaan.
De stuwwal van de Archemerberg en Lemelerberg is gaaf van vorm en zeer representatief voor het glaciale landschap in Nederland.
Archemerberg en Lemelerberg vormen een groot natuurgebied met vooral bos en heide. In dit gebied zijn een aantal wandelroutes.
Topografisch kaartbeeld van de Archemerberg, december 2015. Klik voor een vergroting.